# 進藤雄三
進藤雄三（しんどう ゆうぞう、1954年11月14日-　）は、日本の社会学者（医療社会学、理論社会学、家族社会学）。奈良女子大学生活環境学部人間環境学科教授、大阪市立大学（現・大阪公立大学）大学院文学研究科･文学部教授を歴任し、現在京都看護大学看護学部特任教授。日本保健医療社会学会理事、日本社会病理学会理事も務める。 

## 来歴
群馬県生まれ。1980年京都大学文学部哲学科社会学卒、1986年同大学院社会学博士課程単位取得満期退学、奈良女子大学家政学部講師、助教授、2001年大阪市立大学文学研究科教授。2005年「ポストモダンにおける社会学理論 パーソンズ理論の再解釈」で京大文学博士。

## 著書
- 『医療の社会学』世界思想社 1990
- 『近代性論再考 パーソンズ理論の射程』世界思想社 2006

### 共編著
- 『医療社会学を学ぶ人のために』黒田浩一郎共編 世界思想社 1999
- 『社会的コントロールの現在 新たな社会的世界の構築をめざして』宝月誠共編 世界思想社 2005
- 『医療化のポリティクス 近代医療の地平を問う』森田洋司共編 学文社 2006 シリーズ社会問題研究の最前線
- 『新たなる排除にどう立ち向かうか ソーシャル・インクルージョンの可能性と課題』森田洋司,矢島正見,神原文子共編 学文社 2009 シリーズ社会問題研究の最前線

### 翻訳
- エリオット・フリードソン『医療と専門家支配』宝月誠共訳　恒星社厚生閣 1992
- J.&L.ロフランド『社会状況の分析 質的観察と分析の方法』宝月誠共訳　恒星社厚生閣 1997
- P.コンラッド,J.W.シュナイダー『逸脱と医療化 悪から病いへ』監訳 杉田聡,近藤正英訳　ミネルヴァ書房 Minerva社会学叢書 2003
- N.A.クリスタキス『死の予告 医療ケアにおける予言と予後』監訳　ミネルヴァ書房 2006
- ハワード S.ベッカー『社会学の技法』宝月誠共訳 恒星社厚生閣 2012

## 論文
- CiNii Articles（進藤雄三）

## 所属学会
- 日本社会病理学会[2]
- American Sociological Association[2]
- Australian Sociological Association[2]
- 日本家族社会学会[2]
- 関西社会学会[2]
- 社会・経済システム学会[2]
- 日本家政学会[2]
- 日本保健医療行動科学会[2]
- 日本保健医療社会学会[2]
- 日本社会学史学会[2]
- 日本社会学会[2]

## 参考
- [ISBN 978-4-7907-1180-3]